# Grady Tate
Pour les articles homonymes, voir Tate.
Grady Tate est un batteur et un chanteur de jazz américain, né le 14 janvier 1932 à Durham (Caroline du Nord) et mort le 8 octobre 2017 à New York.

## Biographie
Grady Tate commence à chanter à l'âge de quatre ans et débute la batterie à cinq ans.
Il commence à enregistrer avec l'organiste Wild Bill Davis (en) sur l'album Flyin' High en 1959, et les trois albums suivants. 
En 1963 il s'installe à New York pour devenir le batteur du Quincy Jones's Band.
Il deviendra l’un des plus prolifiques batteurs de l'époque soul jazz avec près de 700 enregistrements avec notamment Jimmy Smith, Lionel Hampton, Stan Getz, Cal Tjader, Pearl Bailey, Tony Bennett, Ella Fitzgerald, Aretha Franklin, Lena Horne, Peggy Lee, Della Reese, Sarah Vaughan, Michel Legrand, Lalo Schifrin et André Previn.
Il meurt à New York le 8 octobre 2017 à l'âge de 85 ans, des suites de la maladie d'Alzheimer.

## Discographie

### Leader
- 1968: Windmills of My Mind (Skye)
- 1970: After the Long Drive Home (Skye)
- 1971: Feeling Life (Skye)
- 1972: She Is My Lady (Janus)
- 1975: By Special Request (Buddah)
- 1977: Master Grady Tate (Impulse!)
- 1991: TNT (Milestone)
- 1992: Body & Soul (Milestone)
- 2006: From the Heart: Songs Sung Live at the Blue Note (Half Note)

### Sideman
- 1962: Charles Mingus – The Complete Town Hall Concert (Blue Note)
- 1963: Gary McFarland – The In Sound (Verve)
- 1964: Ben Webster – See You at the Fair (Impulse!)
- 1964: Lalo Schifrin – New Fantasy (Verve)
- 1964: Jimmy Smith – The Cat (Verve)
- 1964: Nat Adderley – Autobiography (Atlantic)
- 1964: Oliver Nelson – More Blues and the Abstract Truth (Impulse!)
- 1964: Lou Donaldson – Rough House Blues (Argo)
- 1964: Cal Tjader – Soul Sauce (Verve)
- 1964: Jay Jay Johnson – J.J.! (RCA Victor)
- 1964: Budd Johnson - Off the Wall (Argo) - avec Joe Newman
- 1965: Milt Jackson – Ray Brown / Milt Jackson (Verve) - avec Ray Brown
- 1965: Johnny Hodges & Wild Bill Davis – Joe's Blues (Verve)
- 1965: Dorothy Ashby – The Fantastic Jazz Harp of Dorothy Ashby (Atlantic)
- 1965: Cal Tjader – Soul Bird: Whiffenpoof (Verve)
- 1965: Illinois Jacquet – Spectrum (Argo)
- 1965: Roland Kirk & Al Hibbler – A Meeting of the Times (Atlantic)
- 1965: Jimmy Smith – Organ Grinder Swing (Verve)
- 1965: Jimmy Smith – Monster (Verve)
- 1965: Lalo Schifrin – Once a Thief and Other Themes (Verve)
- 1965: Stanley Turrentine – Joyride (Blue Note)
- 1965: Gary McFarland & Clark Terry – Tijuana Jazz (Impulse!)
- 1965: Kai Winding – Rainy Day (Verve)
- 1965: Dave Pike – Jazz for the Jet Set (Atlantic)
- 1965: J. J. Johnson – Broadway Express (RCA Victor)
- 1966: Bill Evans - Bill Evans Trio with Symphony Orchestra (Verve)
- 1966: Shirley Scott – Roll 'Em: Shirley Scott Plays the Big Bands (Impulse!)
- 1966: Eric Kloss – Love and All That Jazz (Prestige)
- 1966: Jimmy Smith – Got My Mojo Workin (Verve)
- 1966: Jimmy Smith – Hoochie Coochie Man (Verve)
- 1966: Gábor Szabó – Gypsy '66 (Impulse!)
- 1966: Jimmy McGriff – The Big Band (Solid State)
- 1966: Kai Winding – More Brass, Dirty Dog (Verve)
- 1966: Oliver Nelson – Oliver Nelson Plays Michelle (Impulse!)
- 1966: Clark Terry – Mumbles (Mainstream)
- 1966: Oliver Nelson – Sound Pieces (Impulse!)
- 1966: Oliver Nelson – Happenings (Impulse!) - avec Hank Jones
- 1966: Oliver Nelson – Encyclopedia of Jazz (Verve)
- 1966: Oliver Nelson – The Sound of Feeling (Verve)
- 1966: J. J. Johnson – The Total J.J. Johnson (RCA Victor)
- 1966: Johnny Hodges - Blue Notes (Verve)
- 1967: Kenny Burrell – A Generation Ago Today (Verve)
- 1967: Oliver Nelson – The Spirit of '67 (Impulse!) - avec Pee Wee Russell
- 1967: Kai Winding – Penny Lane & Time (Verve)
- 1967: Oliver Nelson – The Kennedy Dream (Impulse!)
- 1967: Stan Getz – Sweet Rain (Verve)
- 1967: Johnny Hodges – Don't Sleep in the Subway (Verve)
- 1967: Herbie Mann – Glory of Love (A&M/CTI)
- 1968: Stan Getz – What the World Needs Now: Stan Getz Plays Burt Bacharach and Hal David (Verve)
- 1968: Kenny Burrell – Blues – The Common Ground (Verve)
- 1968: Hubert Laws – Laws' Cause (Atlantic)
- 1968: Roy Ayers – Stoned Soul Picnic (Atlantic)
- 1968: Eddie Harris – Plug Me In (Atlantic)
- 1968: Billy Taylor – I Wish I Knew How It Would Feel to Be Free (Tower)
- 1968: Eddie "Lockjaw" Davis – Love Calls (RCA Victor)
- 1968: Johnny « Hammond » Smith – Nasty! (Prestige)
- 1968: Jay Jay Johnson & Kai Winding – Israel (A&M/CTI)
- 1968: Nat Adderley – You, Baby (A&M/CTI)
- 1968: Milt Jackson – Milt Jackson and the Hip String Quartet (Verve)
- 1968: Jimmy McGriff – The Worm (Solid State)
- 1969: Freddie Hubbard – A Soul Experiment (Atlantic)
- 1969: Billy Taylor – Sleeping Bee (MPS)
- 1969: J. J. Johnson and Kai Winding – Stonebone (A&M/CTI [Japan])
- 1969: Ron Carter – Uptown Conversation (Embryo Records)
- 1969: Hubert Laws – Crying Song (CTI)
- 1969: Lena Horne & Gábor Szabó – Lena & Gabor (Skye)
- 1969: Pearls Before Swine – These Things Too (Reprise)
- 1969: Quincy Jones – Walking in Space (A&M/CTI)
- 1969: Phil Woods – Round Trip (Verve)
- 1970: Johnny Hodges – 3 Shades of Blue (Flying Dutchman)
- 1970: Quincy Jones – Gula Matari (A&M/CTI)
- 1971: Dizzy Gillespie, Bobby Hackett & Mary Lou Williams – Giants (Perception Records)
- 1971: Pearls Before Swine – Beautiful Lies You Could Live In (Reprise)
- 1971: Quincy Jones – Smackwater Jack (A&M/CTI)
- 1972: Grant Green – The Final Comedown (Blue Note)
- 1972: Eric Kaz – If You're Lonely (Atlantic)
- 1972: Ivan "Boogaloo Joe" Jones – Snake Rhythm Rock (Prestige)
- 1972: Houston Person – Broken Windows, Empty Hallways, Sweet Buns & Barbeque (Prestige)
- 1973: Roberta Flack – Killing Me Softly (Atlantic)
- 1973: Leon Spencer – Where I'm Coming From (Prestige)
- 1973: Lou Donaldson – Sophisticated Lou (Blue Note)
- 1973: Marlena Shaw – From the Depths of My Soul (Blue Note)
- 1973: Bette Midler – Bette Midler (Atlantic)
- 1973: Shirley Scott – Superstition (Cadet)
- 1973: Paul Simon – There Goes Rhymin' Simon (Columbia)
- 1974: Gato Barbieri – Chapter Three: Viva Emiliano Zapata (Impulse!)
- 1974: Jack McDuff – The Fourth Dimension (Cadet)
- 1974: Arif Mardin – Journey (Atlantic)
- 1975: Zoot Sims – Zoot Sims and the Gershwin Brothers (Pablo)
- 1975: Jack McDuff – Magnetic Feel (Cadet)
- 1975: Hank Jones – Hanky Panky (East Wind)
- 1976: Etta Jones - Ms. Jones to You (Muse)
- 1976: Phoebe Snow – Second Childhood (Columbia)
- 1976: Houston Person – The Big Horn (Muse)
- 1977: Kate & Anna McGarrigle – Dancer with Bruised Knees (Warner Bros.)
- 1977: Billy Taylor – Live at Storyville (West 54)
- 1977: Houston Person – The Nearness of You (Muse)
- 1978: Clifford Jordan – The Adventurer (Muse)
- 1978: New York Jazz Quartet – Blues for Sarka (Enja)
- 1979: Red Rodney - The 3R's (Muse, released 1982)
- 1980: Willis Jackson - Nothing Butt... (Muse [rel. 1983])
- 1981: Grover Washington, Jr. – Come Morning (Elektra) - avec Tate au chant
- 1982: Simon and Garfunkel – The Concert in Central Park (Warner Bros.)
- 1983: Michel Legrand – After the Rain
- 1983: Sadao Watanabe – Fill Up The Night
- 1986: Jimmy Smith – Go For Whatcha Know (Blue Note)
- 1986: Monty Alexander - Threesome (Soul Note)
- 1986: Mark Murphy -  Living Room (Muse)
- 1988: Peggy Lee – Miss Peggy Lee Sings the Blues (Capitol)
- 1989: Maureen McGovern – Naughty Baby
- 1990: Dizzy Gillespie – The Winter in Lisbon (Milan)
- 1990: Bette Midler – Some People's Lives (Atlantic)
- 1990: Jimmy Smith – Fourmost: Recorded Live At Fat Tuesday's NYC (Milestone) - avec Stanley Turrentine, Kenny Burrell
- 1990: Jimmy Smith – Fourmost Return (Milestone [rel. 2001]) - avec Stanley Turrentine and Kenny Burrell
- 1991: Bob Thiele Collective – Louis Satchmo
- 1992: John Hicks – Friends Old and New (Novus/RCA/BMG)
- 1992: Lalo Schifrin – Jazz Meets the Symphony (Atlantic)
- 1993: Lalo Schifrin – More Jazz Meets the Symphony (Atlantic)
- 1994: Oscar Peterson et Itzhak Perlman – Side by Side (Telarc)
- 1995: Lalo Schifrin – Firebird: Jazz Meets the Symphony No. 3 (Four Winds)
- 2007: Kenny Barron - The Traveler (Sunnyside)